# Лазар Йовишич
Лазар Йовишич (на сръбски: Лазар Јовишић) (роден на 18 януари 1989) е сръбски вратар, който последно игра за Черноморец (Бургас).

## Статистика по сезони
| Сезон    | Отбор           | Първенство       | Мачове | Голове |
| -------- | --------------- | ---------------- | ------ | ------ |
| 2010/11  | Черноморец (Бс) | А футболна група | 0      | 0      |
| 2011/пр. | Черноморец (Пм) | Б футболна група | 11     | 0      |